# Palaeotis
Palaeotis és un gènere extint d'ocell paleògnat que visqué durant l'Eocè de l'Europa central. Al principi es va pensar que era una avutarda, i d'aquí ve el seu nom (Palaeotis significa 'avutarda antiga') atribuïda per Lambrect (1928). Actualment es creu que és un parent de l'estruç i se l'ha classificat a la mateixa família. Altres científics el classifiquen com un estrucioniforme més basal. Potser està relacionat amb el misteriós Remiornis, un possible estrucioniforme de l'Eocè francès.

## Descripció
Es coneix una espècie, Palaeotis weigelti. L'exemplar holotip és un os fòssil de tarsometatars i una falange. Després d'un suggeriment de Storrs L. Olson, una revisió de l'espècimen tipus i la referència de diversos altres fòssils per part de Houde i Haubold (1987) van concloure que Palaeotis és un paleògnat i el van assignar al mateix ordre que els estruços; els Struthioniformes. L'any 2021, es va considerar un membre de la família Paleotididae juntament amb els Galligeranoides de l'Eocè primerenc de França, que es va trobar que eren membres basals dels Struthioniformes.
Els Paleotis eren sexualment dimòrfics, ja que alguns exemplars són constantment més petits que altres. Tot i que l'extremitat anterior està incompleta, l'húmer spindley indica que tenia ales relativament grans a diferència dels estruços i els nandus moderns. El bec era esvelt, més semblant al dels litornítids, i probablement tenia hàbits carnívors similars. Es considera que Paleotis no eren voladors.